# محمد الرضواني (سياسي)
محمد الرضواني (مواليد لوفان، في 24 يونيو عام 1979) هو سياسي بلجيكي من الحزب الاشتراكي المختلف(بالإنجليزية) ، وفي الانتخابات التي جرت في 14 أكتوبر 2018، انتخب محمد الرضواني عمدة لمدينة لوفان البلجيكية بعدما حاز 25.9 بالمائة من الأصوات داخل حزبه، ووصل رصيده الشخصي إلى 10.059 صوتا تفضيليا.وبفوزه بمنصب عمدة مدينة لوفان البلجيكية، أصبح محمد الرضواني، أوّلَ عمدة من اصول مهاجرة لمدينة فلمنكية مركزية.

## حياته الدراسية والعملية
محمد الرضواني، مواطن بلجيكي من من اصول مغربية، هاجر والداه أوائل سبعينيات القرن الماضي إلى أوروبا من دوار إكردوحا بالريف شمال المغرب، التابع لإقليم الناظور سابقا وإقليم الدريوش حاليا، انتخب عمدة جديدا لمدينة لوفان البلجيكية عن «الحزب الاشتراكي المختلف» (Socialistische Partij Anders).
وُلد الرضواني بمدينة لوفان سنة 1979، وتخرّج في ثانوية «رويال أيدينيوم ريدينهوف» سنة 1997 متخصّصا في الاقتصاد والرياضيات، ثم حصل على الإجازة في العلوم التجارية، ليتخصّص بعد ذلك في العلاقات الدولية.
سبق أن اشتغل مستشارا تجاريا لشركة تعمل في مجال استراتيجيات الشركات والعمليات، كما أسّس وترأّس جمعية لوفان للتعدّد الثقافي "Ahlan vzw"، ثم تخلّى عن التجارة وركب قطار السياسة سنة 2007 مرشحا ضمن لائحة «كارتيل» التي تضم الأحزاب الصغيرة، لينتخب مستشارا بلَديا مكلفا بالموارد البشرية، والتعليم، والبيئة، والتعدّد.
وفي الانتخابات التي جرت في 14 من شهر أكتوبر الجاري، انتخب محمد الرضواني عمدة لمدينة لوفان البلجيكية بعدما حاز 25.9 بالمائة من الأصوات داخل حزبه، ووصل رصيده الشخصي إلى 10.059 صوتا تفضيليا،

## وصلات خارجية
- الموقع الرسمي على الشبكة.